# 8. ožujka
8. ožujka (8. 3.) 67. je dan godine po gregorijanskom kalendaru (68. u prijestupnoj godini).
Do kraja godine ima još 298 dana.

## Događaji
- 1618. – Johannes Kepler otkrio treći zakon gibanja planeta.
- 1702. – Ana iz dinastije Stuart postala je kraljica Engleske, Škotske i Irske.
- 1817. – osnovana Njujorška burza.
- 1844. – Švedski kralj Oskar I. Švedski stupio je na tron.
- 1910. – u Kopenhagenu Međunarodna Konferencija žena proglasila je 8. ožujka danom žena radnica.
- 1917. – Februarska revolucija,narod Rusije diže revoluciju protiv cara Nikole II. na vlast dolazi privremena vlada na čelu s Aleksandrom Fjodorovičem Kerenskim.
- 1921. – Francuske trupe ušle u Düsseldorf i druge gradove u Ruru pošto Njemačka nije isplatila ratnu štetu, što je bila obavezna prema Versajskom mirovnom ugovoru, potpisanom poslije Prvog svjetskog rata.
- 1942. – Drugi svjetski rat: Japan zauzeo burmanski grad Rangoon.
- 1953. – Predstavljena Cockta, slovvenska verzija Coca Cole.
- 1965. – U Južni Vijetnam se iskrcalo 3.500 američkih marinaca, čime je počelo masovno uključenje kopnenih trupa SAD u Vijetnamski rat. Početkom 1968. broj američkih trupa u Južnom Vijetnamu popeo se na 525.000.
- 1973. – U eksploziji automobila-bombe, koju su podmetnuli pripadnici IRA-e ispred zgrade glavnog londonskog suda i sjedišta Scotland Yarda u Londonu, poginula jedna osoba, ranjeno 238.
- 1974. – otvorena zrakoplovna luka "Charles de Gaulle" u Parizu.
- 1999. – Vojska Šri Lanke, u brzoj operaciji, zauzela više od 500 kvadratnih kilometara teritorije na sjeveru zemlje, koja je bila pod kontrolom separatističke gerilske grupe Tamilski tigrovi. U sukobima separatista i Vladinih snaga od 1983. poginulo oko 57.000 ljudi.
- 2010. – Istočnu Tursku pogodio potres jačine 6,1 stupnjeva. 51 osoba je poginula, stotine povrijeđeno, 287 građevina je uništeno, a oko 700 teško oštećeno.

| - 1286. – Ivan III., britanski vojvoda - 1293. – Beatrice od Kastilje, portugalska kraljica - 1491. – Il Rosso Fiorentino, talijanski slikar; - 1659. – Isaac de Beausobre, francuski protestantski pastor - 1714. – Carl Philipp Emanuel Bach, njemački skladatelj i čembalist († 1788.) - 1726. – Richard Howe, britanski admiral - 1818. – Ruggiero Leoncavallo, talijanski skladatelj († 1919.) - 1822. – Ignacy Łukasiewicz, poljski izumitelj († 1882.) - 1832. – Rudolf Valdec, hrvatski kipar († 1929.) - 1879. – Otto Hahn, njemački fizičar († 1965.) - 1896. – Josip Cvrtila, hrvatski pisac - 1899. – Mato Lovrak, hrvatski književnik († 1974.) - 1907. – Konstantin Karamanlis, grčki političar i državnik. - 1914. – Jakov Zeldovič, sovjetski fizičar († 1987.) - 1924. – Georges Charpak, francuski fizičar i dobitnik Nobelove nagrade za fiziku 1992. godine - 1929. – Hebe Camargo, brazilska glumica, pjevačica i TV voditeljica. - 1933. – Marko Martinović, hrvatski pjesnik - 1939. – Lidija Skoblikova, sovjetska brza klizačica - 1949. – Antonello Venditti, talijanski kantautor; - 1959. – Aidan Quinn, američki glumac - 1979. – Helena Minić, hrvatska glumica - 1982. – Katerina Kalitko, ukrajinska književnica - 1990. – Petra Kvitová, češka tenisačica | - 1702. – Vilim III. Oranski, engleski, škotski i irski kralj - 1869. – Hector Berlioz, francuski skladatelj (* 1803.) - 1882. – Antun Drobac, hrvatski ljekarnik, kolekcionar i trgovac (* 1810.) - 1923. – Johannes Diderik van der Waals, nizozemski fizičar - 1930. – William Howard Taft, američki političar i predsjednik - 1941. – Sherwood Anderson, američki književnik (* 1876.) - 1942. – José Raúl Capablanca, kubanski šahista i svjetski prvak u šahu od 1921-1927 (* 1888.) - 1943. – Samuel David Aleksander, hrvatski industrijalac, nestor hrvatskih industrijalaca, političar (* 1862.) - 1996. – Mladen Stahuljak, hrvatski skladatelj i dirigent (* 1914.) - 1999. – Joe DiMaggio, američki bejzbolaš - 2002. – Franjo Kuharić, hrvatski kardinal (* 1919.) - 2004. – Abu Abbas, osnivač Palestinske oslobodilačke fronte - 2016. – George Martin, britanski glazbeni producent, aranžer i skladatelj (* 1950.) - 2020. – Zdenka Vučković, hrvatska pjevačica (* 1942.) |

## Blagdani i spomendani
- Međunarodni dan žena
- Svjetski dan bubrega
- Dan hrvatskih odvjetnika
- Ivan od Boga

## Imendani
- Ivša
- Boško